# Marco Casolo
Marco Casolo, auch Casulo († Ende Mai/Anfang Juni oder Ende September 1172 in Venedig), war ein venezianischer Attentäter, dessen Name in den Quellen erst beinahe ein halbes Jahrtausend nach dem Mord auftaucht. Als gesichert kann gelten, dass am 28. Mai 1172 der Doge Vitale II. Michiel außerhalb des Dogenpalasts beim nahe gelegenen Kloster San Zaccaria auf der Flucht vor einer aufgebrachten Menge mit einer Waffe so schwer verletzt wurde, dass er vor oder in dem Kloster starb. Dabei schildern die Quellen den Vorgang höchst widersprüchlich. Auch die Umstände und der Zeitpunkt der Hinrichtung Casolos werden widersprüchlich dargestellt. Über Casolo, auch Marcus Casuol genannt, ist erst durch jüngere Forschung bekannt geworden, dass er wahrscheinlich aus einer der führenden Familien Venedigs stammte. Er wurde zum ersten namentlich genannten Dogenmörder Venedigs, das in seiner frühen Geschichte eine ganze Reihe solcher Morde aufweist.

## Hintergrund
Im März 1171 hatte der byzantinische Kaiser Manuel I. Komnenos sämtliche Händler Venedigs, die zu Tausenden in Konstantinopel ansässig waren, verhaften lassen, worauf die venezianischen Räte den Dogen womöglich in einen Krieg trieben. Die Strafexpedition wurde jedoch zum Debakel. Während es zu schweren Plünderungen und langwierigen Verhandlungen gekommen war, brach unter den Mannschaften eine Epidemie aus – um welche Krankheit es sich dabei handelte, ist unbekannt –, der mehrere Tausend Mann auf den Schiffen zum Opfer fielen. Weitere Tausende fielen der tödlichen Krankheit, die die zurückkehrende Flotte einschleppte, in Venedig zum Opfer.
Die Räte wiesen nun alle Schuld dem Dogen persönlich zu und wiegelten möglicherweise das Volk gegen ihn auf. Bei der Volksversammlung (Concio) im Dogenpalast, in der sich Vitale Michiel rechtfertigen wollte, kam es am 28. Mai 1172 bei San Zaccaria auf offener Straße zum Mord an dem auf der Flucht befindlichen Dogen. Je nach Quelle wurde Casolo unmittelbar nach seiner Tat festgenommen und vor Gericht gestellt, oder aber erst Monate später, als der neue Doge Sebastiano Ziani im Amt war. Er wurde dementsprechend entweder Ende Mai/Anfang Juni oder Ende September 1172 zum Tode verurteilt und hingerichtet.
Der gesamte Vorgang war Teil eines gesellschaftlichen Umbruchs, in dessen Verlauf die Volksversammlung das Recht einbüßte, den Dogen zu wählen. Die sozialen und machtpolitischen Veränderungen innerhalb der Führungsgruppen Venedigs lassen sich dabei nur partiell erkennen, zumal die venezianische Historiographie diese Binnenkonflikte schon seit dem Spätmittelalter zugunsten eines Bildes zunehmend vervollkommneten gesellschaftlichen Ausgleichs herunterspielte.
Casolos Tat führte dazu, dass das System der Dogenwahl, das bis dahin auf einer Volksversammlung basiert hatte, durch ein kompliziertes Wahlsystem ersetzt wurde, das nach und nach Zufallselemente hinzufügte, um die Dominanz einzelner Familien zu unterbinden. Außerdem vermied man so Tumulte, die bei den Volksversammlungen, in denen die Parteien versuchten, ihren Kandidaten durchzusetzen, immer wieder aufgetreten waren.

## Rezeption
Wohl unmittelbar nach dem Mord tauchten unterschiedliche Versionen der Handlungsabfolgen auf, doch verschweigen die frühesten Quellen den Namen des Täters. Zahlreiche Widersprüche steigern sich noch im Verlauf der Rezeptionsgeschichte bis in die jüngste Zeit. Die Widersprüche reichen von der Frage, ob es sich um einen Einzeltäter oder eine Gruppe handelte, ob der Täter aus dieser Gruppe heraus oder als Anführer der Gruppe handelte, dann heißt es wieder, er habe den Mord aus dem Schatten eines Hauses hervortretend begangen. Unklar bleibt, ob der Doge zu Fuß oder per Boot oder gar Gondel auf der Flucht aus dem Dogenpalast war, ob er das Kloster San Zaccaria noch erreichte oder nicht, ob er auf dem Weg dorthin starb, oder aber erst Stunden später im Kloster. Auch die Tatwaffe – Schwert oder Messer – wechselt, manche nennen die Waffe gar nicht, sondern nennen nur die schwere oder tödliche Verletzung. Eine Arbeit von Irmgard Fees legt nahe, dass es sich keineswegs um einen zufälligen Täter, der den Dogen aus Empörung getötet hat, handelte, sondern um einen Verwandten der Äbtissin von San Zaccaria. Dort aber waren ausschließlich Nonnen aus der Gruppe der führenden Familien Venedigs untergebracht.
Der Doge Andrea Dandolo berichtet in seiner Chronica brevis, dass nach der ‚Zertrümmerung‘ die Venezianer eine Volksversammlung einberiefen („concionem publicam convocarunt“) „pro sua reformatione“. Der Doge konnte dabei „tanto furori“ nicht standhalten, so dass er den Palast verließ („descendit“) und über See („per viam maris“) zum Kloster San Zaccaria wollte. Auf dem Weg dorthin wurde er „a quodam lethaliter vulneratus“, er wurde also ‚von jemandem tödlich verwundet‘. Er konnte sich nicht mehr fortbewegen „imminente sibi morte“, doch nahm ihm ein aus dem Kloster zu ihm gehender Priester die Beichte ab („sua peccata confessus est“). Dann starb der Doge („ad Deum transvolavit“). Daraufhin setzte das bestürzte Volk („Quod cum divulgatum foret, afflictis afflictio addita est“) und der Klerus den Toten würdig bei.
Die Cronica di Venexia detta di Enrico Dandolo aus dem späten 14. Jahrhundert, die älteste volkssprachliche Chronik Venedigs, beschreibt zwar, wie der Doge „Vidal Michiel“ an einem Ostertag nach „Sen Zacharia“ ging, „secondo usança d'i suoi precessori“, wie es also schon unter seinen Vorgängern Brauch war, doch nennt der Verfasser nicht einmal den Namen des Attentäters. Er meint nur, der Doge sei „d'alguni suo' citadini et iniqui homeni fu morto“. Demnach handelte es sich um mehrere ‚widerwärtige‘ oder ‚boshafte‘ Männer. Die nachfolgenden Tumulte, die monatelang eine Wahl verhinderten, umschreibt er nur metapaphorisch mit „unde la Terra fo in grande scomesseda“, was der Herausgeber mit ‚sconquassamento‘ in modernes Italienisch übersetzt, ‚Erschütterung‘ oder eher noch ‚Zertrümmerung‘ also – ähnlich wie schon Andrea Dandolo in Bezug auf die völlige Niederlage im Kampf gegen Byzanz.
Pietro Marcello meinte 1502 in seinem später ins Volgare unter dem Titel Vite de'prencipi di Vinegia übersetzten Werk, mit der Rückkehr der Flotte seien Tausende an einer Epidemie gestorben. Als das Volk zur Beratung zusammengerufen wurde, gab man dem Dogen die Schuld und nannte ihn einen „traditore dela Republica“, einen ‚Verräter der Republik‘. Der Doge, der sein Leben bedroht gesehen habe, habe „segretamente“ die Versammlung verlassen und sei Richtung San Zaccaria aufgebrochen. Dort traf er, „non sò chi“, ‚ich weiß nicht wen‘, der dem Dogen eine riesige Wunde zufügte („gli diede una grandissima ferita“). ‚Einige sagen‘, so Marcello, dass dem eingesetzten Rat der Zehn die Aufgabe übertragen worden sei, den ‚Vatermord‘ („parricidio“) zu rächen, und mit grausamer Folterqual („crudel supplicio“) zu verfolgen, „se alcuno havesse manomesso il supremo Magistrato“, wenn also jemand den Dogen angreifen würde.
Auch die Chronik des Gian Giacomo Caroldo nennt nicht den Namen des Täters. Doch auch bei Caroldo handelt es sich um einen einzelnen Mann, genauer gesagt einen Cittadino, wie der Autor weiß. Demnach wurde er von einem „Cittadino assalito con l’arma nuda et ferito a morte“. Kaum konnte noch ein anwesender Priester, der sich dort befand, ihm das „segno di penitenza“, das ‚Zeichen der Buße‘ zeigen und die Absolution erteilen. Nach Caroldo starb der Doge am „XXVIJ di Maggio“, am 27. Mai.
Der Frankfurter Jurist Heinrich Kellner (1536–1589), der in Padua studiert hatte, beschreibt zunächst die katastrophale Niederlage der Flotte unter Führung des Dogen oder „Hertzogs“, und er setzt fort: In der Versammlung „Rieffen derwegen alle/man solt in todt schlagen. Dieweil nun der gut Hertzog sich nicht entschuldigen kondte/und sahe/wie er in Leibs und Lebens gefahr stunde/verlur er sich heimlich auß der Versamlung/verkroch sich in S. Zacharie Kirchen / Allda begegnete im einer/der gabe im einn solchen streich/daß er darvon starb“. Auch berichtet Kellner, einige seien der Ansicht, dass der Rat der Zehn aus genannten Gründen geschaffen worden sei (eine unzutreffende Annahme, denn dieser wurde erst 1310 gegründet).
In wesentlichen Punkten abweichend beschreibt Alessandro Maria Vianoli in seiner Historia Veneta, die 1686 in Nürnberg in Übersetzung unter dem Titel Der Venetianischen Hertzogen Leben / Regierung, und Absterben / Von dem Ersten Paulutio Anafesto an / biss auf den itzt-regierenden Marcum Antonium Justiniani erschien, den Dogenmord, nennt auch den Tatort genauer. Doch auch er nennt zunächst keinen Namen. So war der Doge bei ihm „in die Strasse la Rasse genannt“ gegangen, denn er habe „nach S. Zachariæ Kirchen in die Vesper gehen wollen“. Er sei dort „mit einem dermassen geschwinden Stoß (so von einem verwegenen Böswicht verrichtet worden) aus dem Mittel geraumet / daß auch diejenigen / die ihn begleitet / dessen nicht gewahr worden seynd / indem er noch biß an die Thür der Kirchen gekommen / von den Geistlichen daselbst in das Closter geführet / in welchem er etliche Stunden hernach das Elend seines Lebens / nach 16jähriger Regierung/geendet hatte.“ Sein Nachfolger bemühte sich, den Mord zu rächen, „welches er auch gar balden werckstellig gemacht / indem durch seinen gethanen Fleiß der Böswicht / der dem Hertzogen den Stich gegeben / und einer mit Namen Marcus Casuol gewesen/entdeckt und aufgehangen worden ist.“ (S. 232).
1687 genügte Jacob von Sandrart in seinem Opus Kurtze und vermehrte Beschreibung Von Dem Ursprung/Aufnehmen/Gebiete/und Regierung der Weltberühmten Republick Venedig die Aussage, der Doge sei „durch das in Aufruhr gerathene Volck als ein Verräther umbs Leben gebracht“ worden.
Wieder eine abweichende Version des Mordes liefert Johann Friedrich LeBret, der 1769 bis 1777 seine vierbändige Staatsgeschichte der Republik Venedig publizierte, worin er im 1769 erschienenen ersten Band konstatiert: „Man warf dem Dogen seine Nachläßigkeit vor; man schrye über ihn als den Verräther des Vaterlandes, und so oft einer ihrer Edlen an der Pest starb, so oft wurde das Volk durch einen neuen wüthenden Haß wider ihn bewaffnet, und man wollte, er sollte das Unglück seines Vaterlandes mit seinem Kopfe bezahlen … Man drang mit gewaffneter Hand in den Pallast ein, und der Doge, der sich zu schwach sah, ihrer Wuth zu widerstehen, gieng, um sein Leben zu retten, aus dem Pallaste durch die hintere Thüre hinaus, und an der Meerseite dem Kloster des heil. Zacharias zu: aber auch hier verfolgte ihn der rasende Pöbel, und einer der frechesten stieß ihm den Dolch in den Leib. Er suchete noch, wo möglich, das Kloster zu erreichen: es kam ihm aber ein Priester aus demselben entgegen, in dessen Armen er verschied.“
In seinem Il Palazzo ducale di Venezia von 1861 berichtet Francesco Zanotto, dass, nachdem es nicht gelungen sei, die Volksversammlung im Dogenpalast zu beruhigen, der Doge geflohen sei. Er wollte sich in das besagte Kloster zurückziehen, doch in geringer Entfernung vom Kloster, „sopraggiunto da alcuni tra i più disperati, fu ucciso“. Hier waren es also ‚einige der Verzweifeltsten‘, die ihn töteten.
Erneut im Archivio Storico Italiano von 1843, S. 311, wurde der Name Marco Casolo als Täter genannt. Giuseppe Cappelletti nannte als Mörder gleichfalls Marco Casolo im ersten Band seines 1850 erschienenen Werkes Storia della repubblica di Venezia dal suo principio sino al giorno d'oggi, doch gibt er als Quelle nur „qualche cronaca“ an. Auch ist er hier nicht der Mörder von Vitale Michiel II., sondern von Vitale Michiel I. (1096–1102).
Präziser berichtet Samuele Romanin, der in den weiteren historischen Zusammenhang einbettende Historiker, der diese Epoche 1854 im zweiten der zehn Bände seiner Storia documentata di Venezia darstellte. Er nennt gleichfalls den Namen des Täters, nennt nicht seine Quelle. Romanin beschreibt zunächst die Rückkehr des Dogen, die Niederlage, die eingeschleppte Krankheit sowie den Versuch der Rechtfertigung des Dogen vor der Volksversammlung. Der Doge, der sich verloren glaubte, versuchte in das besagte Zachariaskloster zu fliehen, wurde aber von ‚einigen der Wütendsten‘ („alcuni dei più arrabbiati“) eingeholt und in der Nähe des Klosters ermordet (S. 89). Der Nachfolger des Ermordeten, der Doge Sebastiano Ziani ließ als seine erste Amtshandlung Marco Casolo als Täter ausfindig machen und aus seinem Versteck holen. Sein Haus in der Calle delle Rasse, zwischen der Riva degli Schiavoni und der Kirche Ss. Filippo e Giacomo gelegen, wie der Autor in einer Fußnote anfügt, sollte abgerissen werden. Der Täter wurde gehängt („impeso alle forche“). Darüber hinaus wurde verfügt, dass sein Haus nie wieder in Stein neu errichtet werden sollte. Außerdem sollten künftige Dogen auf ihrem traditionellen Weg nach San Zaccaria nie wieder den Weg über die Riva nehmen, sondern durch die „via de' santi Filippo e Giacomo“.
Binnen kürzester Zeit fand Marco Casolo auch Eingang in die Lexika, wie in das 1858 erschienene Dizionario di erudizione storico-ecclesiastica da S. Pietro sino ai nostri giorni ..., gelegentlich wortwörtlich aus Romanin übernommen. Der Verfasser einer thematisch eher abgelegenen Publikation, nämlich Karl von Holteis Für den Friedhof der evangelischen Gemeinde in Gratz in Steiermark, verweist in einer Fußnote auf eine Quelle: „Marini Sanuti vite dei duchi di Venezia, bei Muratori, a. a. O., col. 455“.
In einiger Hinsicht anders stellt Heinrich Kretschmayr 1905 im ersten Band seiner dreibändigen Geschichte von Venedig den Vorgang dar: „In aufgeregter Volksversammlung wurden wilde Verwünschungen gegen ihn [den Dogen] laut. An Leib und Leben bedroht, von seinen Räten verlassen, die sorglich das Weite gesucht, flüchtete er in einer Barke gegen S. Zaccaria. Da wurde er vor der Kirche von einem Marco Casolo erstochen. Es war am 27./28. Mai 1172. In S. Zaccaria fand er auch seine Ruhestätte. Der Mörder wurde dingfest gemacht und gehängt“. Wieder anders in den Preußischen Jahrbüchern von 1906, wo es auf S. 39 heißt: „Auf einer Gondel flüchtend, wurde Vitale vor der Kirche S. Zaccaria von einem gewissen Marco Casolo erstochen.“
Margarete Merores spekulierte 1926 in einem Aufsatz darüber, ob Casulo womöglich nicht „ein unbekannter Popolane“ war, sondern ein Angehöriger der „tribuni anteriores“. Zwar belegte Merores ihre Annahme nicht weiter, doch Gino Benzoni schloss sich ihr in seiner Storia di Venezia. L'età del comune von 1992 an. Für Giorgio Cracco wiederum war Casulo 1967 eher Ausdruck eines Kampfes zwischen den gesellschaftlichen Gruppen, der vor allem von den aufsteigenden Familien betrieben wurde, möglicherweise handelte er sogar im Auftrag. In Pierre Cabanes' 2001 erschienener Histoire de l'Adriatique war Casulo ein „représentant typique de ce popolo vecchio, qui avait tout perdu“. Er war also ein typischer Vertreter des Popolo vecchio, der alles verloren hatte. Für Cyril Mango ist es hingegen bloß „tempting to believe that the murderer, Marco Casulo, belonged to that group of merchants in the east who had lost their property, especially considering that members of the same family are attested in the years that followed as being temporarily or permanently in Constantinople or the ports of the empire“.
Andrea Da Mosto weist zwar in seinem seit 1939 mehrfach und zuletzt 1983 aufgelegten Überblickswerk I dogi di Venezia nella vita pubblica e privata darauf hin, dass die Chronik des Andrea Dandolo nichts von einem gewaltsamen Tod des Dogen wisse, doch andere Chroniken – auch er nennt keine konkreten Werke – würden Marco Casolo nennen, und zwar sowohl beim Mord an Vitale Michiel I., als auch Vitale Michiel II. (S. 57 und 64). Mario Hellmann weiß seinerseits in San Nicolò di Lido nella storia, nella cronaca, nell'arte von 1968, dass Casolo der Anführer der Gruppe war, die den Dogen ermordete (S. 33), ebenso wie Claudio Rendina in seinem Opus I dogi. Storia e segreti von 1984.
Höchst phantasievoll ausschmückend schildert John Julius Norwich in seiner stark vereinfachenden und den historiographischen Diskurs weitgehend ignorierenden History of Venice den Mord. Der Doge berief bei ihm unmittelbar nach seiner Rückkehr Mitte Mai 1172 eine Volksversammlung ein. „He was heard in tight-lipped silence“, behauptet Norwich. Der Doge trug die Nachricht von der Niederlage vor, aber, was nicht habe verziehen werden können, er habe nun einmal „brought back the plague“. „The assembly itself rose up against him; and though outside the palace a mob had gathered and was even now calling for his blood, Vitale Michiel saw that he must flee. Slipping out through a side-door, he hurried along the Riva towards the convent of S. Zaccaria. He never reached it. The way to S. Zaccaria led over the Ponte della Paglia and then, 100 yards or so further along the quay, up a narrow alley known as the calle delle Rasse. Just as he was about to turn the corner, he was set upon by one of the mob who sprang out from the shadows of a neighbouring house and stabbed him to death. It is hard to not feel sorry for Vitale Michiel“, schließt der Autor pathetisch.
In Thomas F. Maddens Venice. A New History wurde der Mörder 2012 wiederum zum Sündenbock für die Rache des Volkes, das seine Schuld jedoch nicht (durch die Hinrichtung) abwaschen konnte. Romanin hatte hingegen die Strafe an Casolo als erste Amtshandlung des Nachfolgers des Ermordeten geschildert.
Irmgard Fees hingegen hielt sich 1998 in ihrer Arbeit über die Nonnen von San Zaccaria sehr viel strikter an die Quellen. Sie konnte belegen, dass Casota Casolo aus der Familie des Marco Casolo stammte, und dass diese Äbtissin einen Bruder namens Marco Casolo hatte. Im Kloster waren ausschließlich Frauen aus der Gruppe der führenden Familien Venedigs als Nonnen untergebracht.
Marco Pozza lieferte 2010 in seinem Artikel über den Dogen im 74. Band des Dizionario Biografico degli Italiani weniger Erklärungsversuche, als die knappen Angaben der frühen Chroniken. Nach ihm kam die Flotte nicht bereits Mitte Mai 1172 in Venedig an, sondern nur ‚wenige Tage‘ vor dem Attentat. Während der Volksversammlung kam schwere Kritik auf, die Consiglieri ließen den Dogen im Stich, und von einem Aufrührer („facinoroso“) namens Marco Casulo oder Casolo „fu colpito“ (‚wurde geschlagen‘) – der Autor fügt in Klammern an den Namen „(poi giustiziato)“, also ‚(später hingerichtet)‘ an – und starb kurz darauf an den schweren Verletzungen nahe der Kirche San Zaccaria.